# Marsdenia selerorum
Marsdenia selerorum är en oleanderväxtart som beskrevs av Loesen.. Marsdenia selerorum ingår i släktet Marsdenia och familjen oleanderväxter. Inga underarter finns listade i Catalogue of Life.